# فورت بویزی
فورت بویزی (به انگلیسی: Fort Boise) یک منطقهٔ مسکونی در ایالات متحده آمریکا است که در شهرستان کانیون، آیداهو واقع شده‌است.